# Raquel Carrillo
Raquel Carrillo Díaz (Madrid, 6 de agosto de 1976) es una actriz y presentadora de televisión española.

## Biografía
Especialmente popular a principios de la década de los noventa, gracias a sus numerosas apariciones en distintos programas infantiles de televisión, debuta junto a la niña Ana Chávarri como azafata en el programa Vip Guay (1990), que presentaba Emilio Aragón en Telecinco.
Un año más tarde, ambas niñas son fichadas por la cadena rival, Antena 3, para ponerse al frente del espacio infantil La merienda. Raquel Carrillo permanece en el programa hasta 1992 y posteriormente acompaña a Teresa Rabal en las tareas de presentación de otro espacio destinado a los niños, también en Antena 3: La guardería (1992-1993).
Posteriormente se licencia en Periodismo. En los últimos años, ha encaminado sus pasos hacia la interpretación, interviniendo en las siguientes montajes:
- Magical. Teatro Calderón-Haagen Dazs. Protagonista. 2009
- El Espíritu de Broadway.
- N-WORLD. 2005-2006
- Método CO-HO. Marzo y abril de 2006.
- Teseo y el Minotauro. 2005
- Sólo faltabas tú. 2004
- Sweet Charity.
- Fosse.
- La Katarsis del Tomatazo.
- Dios. Una Comedia.
- Homenaje a Lorca.
- Tributo a Shakespeare.
- La Parada.
- Maribel y la extraña familia.